# Coccaglio
Coccaglio (lombardul: Cocài vagy Cucài) település Olaszországban, Lombardia régióban, Brescia megyében. Lakosainak száma 8749 fő (2023. január 1.). Coccaglio Castrezzato, Chiari, Cologne, Erbusco és Rovato községekkel határos.

## Népesség
A település lakossága az elmúlt években az alábbi módon változott:
| Lakosok száma | 8681 | 8650 | 8664 | 8749 |
|               | 2017 | 2018 | 2019 | 2023 |